# San Vicente del Valle
San Vicente del Valle – gmina w Hiszpanii, w prowincji Burgos, w Kastylii i León, o powierzchni 13,42 km². W 2011 roku gmina liczyła 36 mieszkańców.